# Ferdinand Heger
Ferdinand Heger (* 30. Dezember 1920 in Mistelbach an der Zaya; † 25. Juli 1976 in Jesolo) war Unternehmer, Präsident des Österreichischen Bundesfeuerwehrverbandes, Landesfeuerwehrkommandant von Niederösterreich und Vizepräsident des Internationalen Feuerwehrverbandes.

## Werdegang
Ferdinand Heger diente während des Zweiten Weltkrieges als Nachrichtenoffizier in der Wehrmacht und besuchte nach Kriegsende die Technische Universität Wien. 1951 spondierte er zum Diplom-Ingenieur. Beruflich leitete er die 1895 gegründete Landmaschinenfabrik seines Großvaters in Mistelbach. Im gleichen Jahr trat er in die Freiwillige Feuerwehr ein.
1952 wurde Heger zum Kommandanten der Freiwilligen Feuerwehr Mistelbach gewählt, schon ein Jahr später zum Bezirksfeuerwehrkommandanten von Mistelbach. 1956 wurde er Landesfeuerwehrrat und 1959 erfolgte seine Wahl zum Landesfeuerwehrkommandanten von Niederösterreich. Ab 1972 war Landesbranddirektor Heger Nachfolger von Josef Holaubek als Präsident des Österreichischen Bundesfeuerwehrverbandes, 1974 wurde er auch zum Vizepräsidenten des Internationalen Feuerwehrverbandes CTIF bestellt. Heger hatte all diese Feuerwehrfunktionen bis zu seinem Tod am 25. Juli 1976 während eines Genesungsurlaubs aufgrund einer schweren Erkrankung in Jesolo inne.

## Wirken
Der Höhepunkt seines Wirkens als Landesfeuerwehrkommandant von Niederösterreich, war die Umwandlung der Freiwilligen Feuerwehren seines Bundeslandes von einem Verein in eine Körperschaft des öffentlichen Rechts. Mit dem niederösterreichischen Feuerpolizei- und Feuerwehrgesetz vom 19. Juli 1969 wurde die Umwandlung per 1. Jänner 1970 beschlossen.
Die Auflösung der Feuerwehrvereine hatte auch beachtliche organisatorische Folgen im niederösterreichischen Feuerwehrwesen. So war 1971 das erste einheitliche Wahljahr in Niederösterreich. Auch beispielsweise die EDV wurde unter ihm 1971 im Landesfeuerwehrverband eingeführt und die jährlichen Gerätestatistiken der Feuerwehren erstmals mittels Computer ausgewertet.
Auch die ersten internationalen Feuerwehrleistungsbewerbe des CTIF in Österreich fanden im Jahr 1969 unter ihm in Krems an der Donau statt. Er war damals Obmann des internationalen Wettkampfausschusses, während sein Nachfolger Sepp Kast als Wettkampfleiter fungierte.

## Unternehmen
Sein Unternehmen, die Landmaschinenfabrik Ferdinand Heger Landmaschinenfabrik wurde im Jahr 1987 von der Firma Gasselich übernommen, die den Betrieb in die Slowakei verlegte. Auf dem Areal der damaligen Fabrik wurde von der Gemeinde Mistelbach das Museumszentrum Mistelbach errichtet.

## Auszeichnungen
- Berufstitel Kommerzialrat
- Großes Goldenes Ehrenzeichen für Verdienste um das Bundesland Niederösterreich
- Verdienstzeichen I. Stufe des Österreichischen Bundesfeuerwehrverbandes
- Verdienstkreuz des Niederösterreichischen Landesfeuerwehrverbandes